# 莱塞尼奥
莱塞尼奥（義大利語：Lesegno），是意大利库内奥省的一个市镇。总面积14.37平方公里，人口862人，人口密度60.0人/平方公里（2009年）。ISTAT代码为004108。